# Formula 1 – sezona 1958.
| FIA Svjetsko automobilističko prvenstvo 1958. | FIA Svjetsko automobilističko prvenstvo 1958. |
|                                               | Prvak                                         |
| --------------------------------------------- | --------------------------------------------- |
| Vozač                                         | Mike Hawthorn (Ferrari)                       |
| Konstruktor                                   | Vanwall                                       |
| Prethodna sezona                              | Sljedeća sezona                               |
| 1957.                                         | 1959.                                         |

Formula 1 - sezona 1958. je bila 9. sezona u prvenstvu Formule 1. Vozilo se 11 utrka u periodu od 19. siječnja do 19. listopada 1958. godine, a prvak je postao Mike Hawthorn u bolidu Ferrari. Svoj prvi i jedini konstruktorski naslov osvojio je Vanwall. Ovo je bila prva sezona u Formuli 1 za Phila Hilla i Grahama Hilla.

## Sažetak sezone
Britanac Mike Hawthorn osvojio je svoj prvi i jedini naslov svjetskog prvaka u Formuli 1. Četvrtu godinu zaredom, drugo mjesto pripalo je Stirlingu Mossu koji je pobijedio na četiri utrke ove sezone, dok je Hawthorn slavio samo na jednoj.
Moss i Francuz Maurice Trintignant, vozeći za momčad R.R.C. Walker Racing Team, pobijedili su na VN Argentine i VN Monaka u Cooperovom bolidu. Bile su to prve pobjede u Formuli 1 ostvarene u bolidu koji je imao motor smješten iza vozača. Tony Brooks pobijedio je na tri utrke ove sezone, a po jednu pobjedu ostvarili su Peter Collins i Amerikanac Jimmy Bryan na 500 milja Indianapolisa.
Na VN Portugala, na kojoj se prvi put vozila utrka Formule 1, suci su diskvalificirali Hawthornea koji se u posljednjem krugu izvrtio i nakratko izletio sa staze, te se na nju vratio, ali iz pogrešnog smjera. Čuvši za tu odluku, Moss je otišao do sudaca i stao u Hawthornovu obranu, koji su nakon toga uvažili Mossovo mišljenje te je diskvalifikacija bila poništena.
U odnosu na 1957. dogodilo se nekoliko promjena. Minimalna dužina utrke smanjena je na 300 kilometara, ili na minimalno vremensko trajanje od dva sata, dok je maksimum iznosio 500 kilometara. Uvedeno je i prvenstvo za konstruktore, a prvi naslov osvojio je Vanwall. Promjena vozača u utrci nije bila zabranjena, ali ako bi jedan vozač ustupio svoj bolid drugom vozaču tijekom utrke, oba vozača bila su onemogućena u osvajanju bodova.
Na gridu ove sezone pojavila se Maria Teresa de Filippis, prva žena u Formuli 1. Također, ovo je bila debitantska sezona za dva buduća svjetska prvaka, Amerikanca Phila Hilla i Britanca Grahama Hill, te Brucea McLarena, osnivača momčadi McLaren.
Sezonu su obilježile i velike nesreće. Amerikanac Pat O'Connor poginuo je na Indinapolisu, a Talijan Luigi Musso na VN Francuske, na kojoj je svoju posljednju utrku u Formuli 1 odvozio peterostruki svjetski prvak Juan Manuel Fangio. Collins je život izgubio na VN Njemačke, a na prvom i jedinom izdanju VN Maroka, Stuart Lewis-Evans je doživio nesreću, te je od zadobivenih ozljeda preminuo šest dana kasnije.
Samo tri mjeseca nakon osvajanja naslova, u prometnoj nesreći u Engleskoj, poginuo je i Hawthorn.

## Vozači i momčadi
Popis ne uključuje američke vozače koji su se natjecali na 500 milja Indianapolisa.
Vozači u rozim poljima su koristili bolide Formule 2 na Velikoj nagradi Njemačke i Velikoj nagradi Maroka.
| Momčad                     | Konstruktor    | Šasija  | Motor                               | Gume | Vozač                    | Utrke           |
| -------------------------- | -------------- | ------- | ----------------------------------- | ---- | ------------------------ | --------------- |
| Scuderia Sud Americana     | Maserati       | 250F    | Maserati 250F1 2.5 L6               | P    | Juan Manuel Fangio       | 1               |
| Scuderia Sud Americana     | Maserati       | 250F    | Maserati 250F1 2.5 L6               | P    | Carlos Menditeguy        | 1               |
| Ken Kavanagh               | Maserati       | 250F    | Maserati 250F1 2.5 L6               | P    | Jean Behra               | 1               |
| Ken Kavanagh               | Maserati       | 250F    | Maserati 250F1 2.5 L6               | P    | Luigi Taramazzo          | 2               |
| Ken Kavanagh               | Maserati       | 250F    | Maserati 250F1 2.5 L6               | P    | Ken Kavanagh             | 2, 5            |
| Ecurie Bonnier             | Maserati       | 250F    | Maserati 250F1 2.5 L6               | P    | Harry Schell             | 1               |
| Ecurie Bonnier             | Maserati       | 250F    | Maserati 250F1 2.5 L6               | P    | Jo Bonnier               | 2–3, 5, 7, 9    |
| Ecurie Bonnier             | Maserati       | 250F    | Maserati 250F1 2.5 L6               | P    | Phil Hill                | 6               |
| Ecurie Bonnier             | Maserati       | 250F    | Maserati 250F1 2.5 L6               | P    | Giulio Cabianca          | 10              |
| Ecurie Bonnier             | Maserati       | 250F    | Maserati 250F1 2.5 L6               | P    | Hans Herrmann            | 10–11           |
| Francesco Godia Sales      | Maserati       | 250F    | Maserati 250F1 2.5 L6               | P    | Paco Godia               | 1–2, 5–6        |
| H.H. Gould                 | Maserati       | 250F    | Maserati 250F1 2.5 L6               | D    | Horace Gould             | 1–3             |
| H.H. Gould                 | Maserati       | 250F    | Maserati 250F1 2.5 L6               | D    | Masten Gregory           | 3               |
| R.R.C. Walker Racing Team  | Cooper-Climax  | T43 T45 | Climax FPF 2.0 L4                   | C D  | Stirling Moss            | 1               |
| R.R.C. Walker Racing Team  | Cooper-Climax  | T43 T45 | Climax FPF 2.0 L4                   | C D  | Maurice Trintignant      | 2–3, 7–11       |
| R.R.C. Walker Racing Team  | Cooper-Climax  | T43 T45 | Climax FPF 2.0 L4                   | C D  | Ron Flockhart            | 2               |
| R.R.C. Walker Racing Team  | Cooper-Climax  | T43     | Climax FPF 1.5 L4                   | D    | François Picard          | 11              |
| Scuderia Ferrari           | Ferrari        | 246     | Ferrari 143 2.4 V6                  | E    | Luigi Musso              | 1–3, 5–6        |
| Scuderia Ferrari           | Ferrari        | 246     | Ferrari 143 2.4 V6                  | E    | Peter Collins            | 1–3, 5–8        |
| Scuderia Ferrari           | Ferrari        | 246     | Ferrari 143 2.4 V6                  | E    | Mike Hawthorn            | 1–3, 5–11       |
| Scuderia Ferrari           | Ferrari        | 246     | Ferrari 143 2.4 V6                  | E    | Wolfgang von Trips       | 2, 6–10         |
| Scuderia Ferrari           | Ferrari        | 246     | Ferrari 143 2.4 V6                  | E    | Olivier Gendebien        | 5, 10–11        |
| Scuderia Ferrari           | Ferrari        | 246     | Ferrari 143 2.4 V6                  | E    | Phil Hill                | 10–11           |
| Scuderia Ferrari           | Ferrari        | 156     | Ferrari D156 1.5 V6                 | E    | Phil Hill                | 8               |
| Owen Racing Organisation   | BRM            | P25     | BRM P25 2.5 L4                      | D    | Jean Behra               | 2–3, 5–11       |
| Owen Racing Organisation   | BRM            | P25     | BRM P25 2.5 L4                      | D    | Harry Schell             | 2–3, 5–11       |
| Owen Racing Organisation   | BRM            | P25     | BRM P25 2.5 L4                      | D    | Maurice Trintignant      | 6               |
| Owen Racing Organisation   | BRM            | P25     | BRM P25 2.5 L4                      | D    | Jo Bonnier               | 10–11           |
| Owen Racing Organisation   | BRM            | P25     | BRM P25 2.5 L4                      | D    | Ron Flockhart            | 11              |
| Bernie C. Ecclestone       | Connaught-Alta | B       | Alta GP 2.5 L4                      | A    | Bernie Ecclestone        | 2               |
| Bernie C. Ecclestone       | Connaught-Alta | B       | Alta GP 2.5 L4                      | A    | Bruce Kessler            | 2               |
| Bernie C. Ecclestone       | Connaught-Alta | B       | Alta GP 2.5 L4                      | A    | Paul Emery               | 2               |
| Bernie C. Ecclestone       | Connaught-Alta | B       | Alta GP 2.5 L4                      | A    | Jack Fairman             | 7               |
| Bernie C. Ecclestone       | Connaught-Alta | B       | Alta GP 2.5 L4                      | A    | Ivor Bueb                | 7               |
| Cooper Car Company         | Cooper-Climax  | T45 T44 | Climax FPF 2.0 L4                   | D    | Jack Brabham             | 2–3, 5–7, 9–10  |
| Cooper Car Company         | Cooper-Climax  | T45 T44 | Climax FPF 2.0 L4                   | D    | Roy Salvadori            | 2–3, 5–11       |
| Cooper Car Company         | Cooper-Climax  | T45 T44 | Climax FPF 2.0 L4                   | D    | Ian Burgess              | 7               |
| Cooper Car Company         | Cooper-Climax  | T45 T44 | Climax FPF 2.0 L4                   | D    | Jack Fairman             | 11              |
| Cooper Car Company         | Cooper-Climax  | T45     | Climax FPF 1.5 L4                   | D    | Bruce McLaren            | 8, 11           |
| Cooper Car Company         | Cooper-Climax  | T45     | Climax FPF 1.5 L4                   | D    | Jack Brabham             | 8, 11           |
| Team Lotus                 | Lotus-Climax   | 12 16   | Climax FPF 2.0 L4 Climax FPF 2.2 L4 | D    | Cliff Allison            | 2–3, 5–8, 10–11 |
| Team Lotus                 | Lotus-Climax   | 12 16   | Climax FPF 2.0 L4 Climax FPF 2.2 L4 | D    | Graham Hill              | 2–3, 5–7, 9–11  |
| Team Lotus                 | Lotus-Climax   | 12 16   | Climax FPF 2.0 L4 Climax FPF 2.2 L4 | D    | Alan Stacey              | 7               |
| Team Lotus                 | Lotus-Climax   | 16      | Climax FPF 1.5 L4                   | D    | Graham Hill              | 8               |
| Vandervell Products        | Vanwall        | VW 5    | Vanwall 254 2.5 L4                  | D    | Stirling Moss            | 2–3, 5–11       |
| Vandervell Products        | Vanwall        | VW 5    | Vanwall 254 2.5 L4                  | D    | Tony Brooks              | 2–3, 5–11       |
| Vandervell Products        | Vanwall        | VW 5    | Vanwall 254 2.5 L4                  | D    | Stuart Lewis-Evans       | 2–3, 5–7, 9–11  |
| Maria Teresa de Filippis   | Maserati       | 250F    | Maserati 250F1 2.5 L6               | P    | Maria Teresa de Filippis | 2, 5, 10        |
| Giorgio Scarlatti          | Maserati       | 250F    | Maserati 250F1 2.5 L6               | P    | Giorgio Scarlatti        | 2–3             |
| Giorgio Scarlatti          | Maserati       | 250F    | Maserati 250F1 2.5 L6               | P    | Jo Bonnier               | 6               |
| Scuderia Centro Sud        | Maserati       | 250F    | Maserati 250F1 2.5 L6               | P    | Gerino Gerini            | 2, 6–7, 10–11   |
| Scuderia Centro Sud        | Maserati       | 250F    | Maserati 250F1 2.5 L6               | P    | Maurice Trintignant      | 5               |
| Scuderia Centro Sud        | Maserati       | 250F    | Maserati 250F1 2.5 L6               | P    | Masten Gregory           | 5               |
| Scuderia Centro Sud        | Maserati       | 250F    | Maserati 250F1 2.5 L6               | P    | Wolfgang Seidel          | 5, 11           |
| Scuderia Centro Sud        | Maserati       | 250F    | Maserati 250F1 2.5 L6               | P    | Carroll Shelby           | 6–7, 10         |
| Scuderia Centro Sud        | Maserati       | 250F    | Maserati 250F1 2.5 L6               | P    | Troy Ruttman             | 6, 8            |
| Scuderia Centro Sud        | Maserati       | 250F    | Maserati 250F1 2.5 L6               | P    | Jo Bonnier               | 8               |
| Scuderia Centro Sud        | Maserati       | 250F    | Maserati 250F1 2.5 L6               | P    | Hans Herrmann            | 8               |
| Scuderia Centro Sud        | Maserati       | 250F    | Maserati 250F1 2.5 L6               | P    | Cliff Allison            | 9               |
| Scuderia Centro Sud        | Maserati       | 250F    | Maserati 250F1 2.5 L6               | P    | Maria Teresa de Filippis | 9               |
| Scuderia Centro Sud        | Cooper-Climax  | T43     | Climax FPF 1.5 L4                   | D    | Wolfgang Seidel          | 8               |
| OSCA Automobili            | OSCA           | F2      | OSCA 372 1.5 L4                     | P    | Giulio Cabianca          | 2               |
| OSCA Automobili            | OSCA           | F2      | OSCA 372 1.5 L4                     | P    | Luigi Piotti             | 2               |
| André Testut               | Maserati       | 250F    | Maserati 250F1 2.5 L6               | P    | André Testut             | 2               |
| André Testut               | Maserati       | 250F    | Maserati 250F1 2.5 L6               | P    | Louis Chiron             | 2               |
| Ecurie Maarsbergen         | Porsche        | RSK     | Porsche 547/3 1.5 F4                | D    | Carel Godin de Beaufort  | 3               |
| Ecurie Maarsbergen         | Porsche        | RS550   | Porsche 547/3 1.5 F4                | D    | Carel Godin de Beaufort  | 8               |
| Juan Manuel Fangio         | Maserati       | 250F    | Maserati 250F1 2.5 L6               | P    | Juan Manuel Fangio       | 6               |
| Dick Gibson                | Cooper-Climax  | T43     | Climax FPF 1.5 L4                   | D    | Dick Gibson              | 8               |
| Dr Ing F. Porsche KG       | Porsche        | RSK     | Porsche 547/3 1.5 F4                | ?    | Edgar Barth              | 8               |
| High Efficiency Motors     | Cooper-Climax  | T43     | Climax FPF 1.5 L4                   | D    | Ian Burgess              | 8               |
| Ecurie Eperon d'Or         | Cooper-Climax  | T43     | Climax FPF 1.5 L4                   | D    | Christian Goethals       | 8               |
| Ecurie Demi Litre          | Lotus-Climax   | 12      | Climax FPF 1.5 L4                   | D    | Ivor Bueb                | 8               |
| J.B. Naylor                | Cooper-Climax  | T45     | Climax FPF 1.5 L4                   | D    | Brian Naylor             | 8               |
| Tony Marsh                 | Cooper-Climax  | T45     | Climax FPF 1.5 L4                   | D    | Tony Marsh               | 8               |
| Temple Buell               | Maserati       | 250F    | Maserati 250F1 2.5 L6               | P    | Carroll Shelby           | 9–10            |
| Temple Buell               | Maserati       | 250F    | Maserati 250F1 2.5 L6               | P    | Masten Gregory           | 10–11           |
| André Guelfi               | Cooper-Climax  | T45     | Climax FPF 1.5 L4                   | D    | André Guelfi             | 11              |
| British Racing Partnership | Cooper-Climax  | T45     | Climax FPF 1.5 L4                   | D    | Tom Bridger              | 11              |
| Robert La Caze             | Cooper-Climax  | T45     | Climax FPF 1.5 L4                   | D    | Robert La Caze           | 11              |

## Kalendar
| Rd | Datum         | Velika nagrada   | Staza             | Prvo startno mjesto | Pobjednik vozač     | Pobjednik konstruktor |
| -- | ------------- | ---------------- | ----------------- | ------------------- | ------------------- | --------------------- |
| 1  | 19. siječnja  | Argentina        | Buenos Aires      | Juan Manuel Fangio  | Stirling Moss       | Cooper-Climax         |
| 2  | 18. svibnja   | Monako           | Monaco            | Tony Brooks         | Maurice Trintignant | Cooper-Climax         |
| 3  | 26. svibnja   | Nizozemska       | Zandvoort         | Stuart Lewis-Evans  | Stirling Moss       | Vanwall               |
| 4  | 30. svibnja   | Indianapolis 500 | Indianapolis      | Dick Rathmann       | Jimmy Bryan         | Epperly-Offenhauser   |
| 5  | 15. lipnja    | Belgija          | Spa-Francorchamps | Mike Hawthorn       | Tony Brooks         | Vanwall               |
| 6  | 6. srpnja     | Francuska        | Reims             | Mike Hawthorn       | Mike Hawthorn       | Ferrari               |
| 7  | 19. srpnja    | Velika Britanija | Silverstone       | Stirling Moss       | Peter Collins       | Ferrari               |
| 8  | 3. kolovoza   | Njemačka         | Nürburgring       | Mike Hawthorn       | Tony Brooks         | Vanwall               |
| 9  | 24. kolovoza  | Portugal         | Boavista          | Stirling Moss       | Stirling Moss       | Vanwall               |
| 10 | 7. rujna      | Italija          | Monza             | Stirling Moss       | Tony Brooks         | Vanwall               |
| 11 | 19. listopada | Maroko           | Ain-Diab          | Mike Hawthorn       | Stirling Moss       | Vanwall               |

## Sistem bodovanja
| Mjesto       | Bodovi |
| ------------ | ------ |
| 1.           | 8      |
| 2.           | 6      |
| 3.           | 4      |
| 4.           | 3      |
| 5.           | 2      |
| Najbrži krug | 1      |

- Samo 6 najboljih rezultata u 11 utrka računali su se za prvenstvo vozača.
- Samo 6 najboljih rezultata u 11 utrka računali su se za prvenstvo konstruktora.
- Iako su momčadi nastupale i s nekoliko bolida u utrci, konstruktorske bodove je mogao osvojiti samo najbolje plasirani bolid.
- Jedan bod za najbrži krug nije osvajao konstruktor, već samo vozač.
- Američki konstruktori na utrci 500 milja Indianapolisa nisu mogli osvojiti bodove.

## Rezultati utrka
| Poz. | Br. | Vozač              | Konstruktor   | Vrijeme           | Grid | Bodovi |
| ---- | --- | ------------------ | ------------- | ----------------- | ---- | ------ |
| 1.   | 14  | Stirling Moss      | Cooper-Climax | 2 h 19 min 33,7 s | 7.   | 8      |
| 2.   | 16  | Luigi Musso        | Ferrari       | + 2,7 s           | 5.   | 6      |
| 3.   | 20  | Mike Hawthorn      | Ferrari       | + 12,6 s          | 2.   | 4      |
| 4.   | 2   | Juan Manuel Fangio | Maserati      | + 53,0 s          | 1.   | 4      |
| 5.   | 4   | Jean Behra         | Maserati      | + 2 kruga         | 4.   | 2      |

| Najbrži krug | Juan Manuel Fangio - 1 min 41,8 s |

| Poz. | Br. | Vozač               | Konstruktor   | Vrijeme           | Grid | Bodovi |
| ---- | --- | ------------------- | ------------- | ----------------- | ---- | ------ |
| 1.   | 20  | Maurice Trintignant | Cooper-Climax | 2 h 52 min 27,9 s | 5.   | 8      |
| 2.   | 34  | Luigi Musso         | Ferrari       | + 20,2 s          | 10.  | 6      |
| 3.   | 36  | Peter Collins       | Ferrari       | + 38,8 s          | 9.   | 4      |
| 4.   | 16  | Jack Brabham        | Cooper-Climax | + 3 kruga         | 3.   | 3      |
| 5.   | 8   | Harry Schell        | BRM           | + 9 krugova       | 12.  | 2      |

| Najbrži krug | Mike Hawthorn - 1 min 40,6 s |

| Poz. | Br. | Vozač         | Konstruktor   | Vrijeme          | Grid | Bodovi |
| ---- | --- | ------------- | ------------- | ---------------- | ---- | ------ |
| 1.   | 1   | Stirling Moss | Vanwall       | 2 h 4 min 49,2 s | 1.   | 9      |
| 2.   | 15  | Harry Schell  | BRM           | + 47,9 s         | 7.   | 6      |
| 3.   | 14  | Jean Behra    | BRM           | + 1 min 42,3 s   | 4.   | 4      |
| 4.   | 7   | Roy Salvadori | Cooper-Climax | + 1 krug         | 9.   | 3      |
| 5.   | 5   | Mike Hawthorn | Ferrari       | + 1 krug         | 6.   | 2      |

| Najbrži krug | Stirling Moss - 1 min 37,6 s |

| Poz. | Br. | Vozač             | Konstruktor              | Vrijeme            | Grid | Bodovi |
| ---- | --- | ----------------- | ------------------------ | ------------------ | ---- | ------ |
| 1.   | 1   | Jimmy Bryan       | Epperly-Offenhauser      | 3 h 44 min 13,80 s | 7.   | 8      |
| 2.   | 99  | George Amick      | Epperly-Offenhauser      | + 27,63 s          | 25.  | 6      |
| 3.   | 9   | Johnny Boyd       | Kurtis Kraft-Offenhauser | + 1 min 9,67 s     | 8.   | 4      |
| 4.   | 33  | Tony Bettenhausen | Epperly-Offenhauser      | + 1 min 34,81 s    | 9.   | 4      |
| 5.   | 2   | Jim Rathmann      | Epperly-Offenhauser      | + 1 min 35,62 s    | 20.  | 2      |

| Najbrži krug | Tony Bettenhausen - 1 min 2,37 s |

| Poz. | Br. | Vozač              | Konstruktor  | Vrijeme          | Grid | Bodovi |
| ---- | --- | ------------------ | ------------ | ---------------- | ---- | ------ |
| 1.   | 4   | Tony Brooks        | Vanwall      | 1 h 37 min 6,3 s | 5.   | 8      |
| 2.   | 16  | Mike Hawthorn      | Ferrari      | + 20,7 s         | 1.   | 7      |
| 3.   | 6   | Stuart Lewis-Evans | Vanwall      | + 3 min 0,9 s    | 11.  | 4      |
| 4.   | 40  | Cliff Allison      | Lotus-Climax | + 4 min 15,5 s   | 12.  | 3      |
| 5.   | 10  | Harry Schell       | BRM          | + 1 krug         | 7.   | 2      |

| Najbrži krug | Mike Hawthorn - 3 min 58,3 s |

| Poz. | Br. | Vozač              | Konstruktor | Vrijeme          | Grid | Bodovi |
| ---- | --- | ------------------ | ----------- | ---------------- | ---- | ------ |
| 1.   | 4   | Mike Hawthorn      | Ferrari     | 2 h 3 min 21,3 s | 1.   | 9      |
| 2.   | 8   | Stirling Moss      | Vanwall     | + 24,6 s         | 6.   | 6      |
| 3.   | 6   | Wolfgang von Trips | Ferrari     | + 59,7 s         | 4.   | 4      |
| 4.   | 34  | Juan Manuel Fangio | Maserati    | + 2 min 30,6 s   | 8.   | 3      |
| 5.   | 42  | Peter Collins      | Ferrari     | + 5 min 24,9 s   | 9.   | 2      |

| Najbrži krug | Mike Hawthorn - 2 min 24,9 s |

| Poz. | Br. | Vozač              | Konstruktor   | Vrijeme         | Grid | Bodovi |
| ---- | --- | ------------------ | ------------- | --------------- | ---- | ------ |
| 1.   | 1   | Peter Collins      | Ferrari       | 2 h 9 min 4,2 s | 6.   | 8      |
| 2.   | 2   | Mike Hawthorn      | Ferrari       | + 24,2 s        | 4.   | 7      |
| 3.   | 10  | Roy Salvadori      | Cooper-Climax | + 50,6 s        | 3.   | 4      |
| 4.   | 9   | Stuart Lewis-Evans | Vanwall       | + 50,8 s        | 7.   | 3      |
| 5.   | 20  | Harry Schell       | BRM           | + 1 min 14,8 s  | 2.   | 2      |

| Najbrži krug | Mike Hawthorn - 1 min 40,8 s |

| Poz. | Br. | Vozač               | Konstruktor   | Vrijeme           | Grid | Bodovi |
| ---- | --- | ------------------- | ------------- | ----------------- | ---- | ------ |
| 1.   | 8   | Tony Brooks         | Vanwall       | 2 h 21 min 15,0 s | 2.   | 8      |
| 2.   | 10  | Roy Salvadori       | Cooper-Climax | + 3 min 29,7 s    | 6.   | 6      |
| 3.   | 11  | Maurice Trintignant | Cooper-Climax | + 5 min 11,2 s    | 7.   | 4      |
| 4.   | 4   | Wolfgang von Trips  | Ferrari       | + 6 min 16,3 s    | 5.   | 3      |

| Najbrži krug | Stirling Moss - 9 min 9,2 s |

| Poz. | Br. | Vozač              | Konstruktor | Vrijeme            | Grid | Bodovi |
| ---- | --- | ------------------ | ----------- | ------------------ | ---- | ------ |
| 1.   | 2   | Stirling Moss      | Vanwall     | 2 h 11 min 27,80 s | 1.   | 8      |
| 2.   | 24  | Mike Hawthorn      | Ferrari     | + 5 min 12,75 s    | 2.   | 7      |
| 3.   | 6   | Stuart Lewis-Evans | Vanwall     | + 1 krug           | 3.   | 4      |
| 4.   | 8   | Jean Behra         | BRM         | + 1 krug           | 4.   | 3      |
| 5.   | 22  | Wolfgang von Trips | Ferrari     | + 1 krug           | 6.   | 2      |

| Najbrži krug | Mike Hawthorn - 2 min 32,37 s |

| Poz. | Br. | Vozač         | Konstruktor   | Vrijeme          | Grid | Bodovi |
| ---- | --- | ------------- | ------------- | ---------------- | ---- | ------ |
| 1.   | 28  | Tony Brooks   | Vanwall       | 2 h 3 min 47,8 s | 2.   | 8      |
| 2.   | 14  | Mike Hawthorn | Ferrari       | + 24,2 s         | 3.   | 6      |
| 3.   | 18  | Phil Hill     | Ferrari       | + 28,3 s         | 7.   | 5      |
| 5.   | 6   | Roy Salvadori | Cooper-Climax | + 8 krugova      | 14.  | 2      |

| Najbrži krug | Phil Hill - 1 min 42,9 s |

 VN Maroka
| Poz. | Br. | Vozač         | Konstruktor | Vrijeme          | Grid | Bodovi |
| ---- | --- | ------------- | ----------- | ---------------- | ---- | ------ |
| 1.   | 8   | Stirling Moss | Vanwall     | 2 h 9 min 15,1 s | 2.   | 9      |
| 2.   | 6   | Mike Hawthorn | Ferrari     | + 1 min 24,7 s   | 1.   | 6      |
| 3.   | 4   | Phil Hill     | Ferrari     | + 1 min 25,5 s   | 5.   | 4      |
| 4.   | 18  | Jo Bonnier    | BRM         | + 1 min 46,7 s   | 8.   | 3      |
| 5.   | 16  | Harry Schell  | BRM         | + 2 min 33,7 s   | 10.  | 2      |

| Najbrži krug | Stirling Moss - 2 min 22,5 s |

## Poredak

### Vozači
| Mjesto | Vozač               | Bodovi |   |   |   |   |   |   |   |   |   |   |   |
| ------ | ------------------- | ------ | - | - | - | - | - | - | - | - | - | - | - |
| 1.     | Mike Hawthorn       | 42     | 4 | 1 | 2 |   | 7 | 9 | 7 | – | 7 | 6 | 6 |
| 2.     | Stirling Moss       | 41     | 8 | – | 9 |   | – | 6 | – | 1 | 8 | – | 9 |
| 3.     | Tony Brooks         | 24     |   | – | – |   | 8 | – | – | 8 | – | 8 | – |
| 4.     | Roy Salvadori       | 15     |   | – | 3 |   | – | – | 4 | 6 | – | 2 | – |
| 5.     | Peter Collins       | 14     | – | 4 | – |   | – | 2 | 8 | – |   |   |   |
| 6.     | Harry Schell        | 14     | – | 2 | 6 |   | 2 | – | 2 | – | – | – | 2 |
| 7.     | Maurice Trintignant | 12     |   | 8 | – |   | – | – | – | 4 | – | – | – |
| 8.     | Luigi Musso         | 12     | 6 | 6 | – |   | – | – |   |   |   |   |   |
| 9.     | Stuart Lewis-Evans  | 11     |   | – | – |   | 4 | – | 3 | – | 4 | – | – |
| 10.    | Phil Hill           | 9      |   |   |   |   |   | – |   | – | – | 5 | 4 |
| 11.    | Jean Behra          | 9      | 2 | – | 4 |   | – | – | – | – | 3 | – | – |
| 12.    | Wolfgang von Trips  | 9      | – | – |   |   |   | 4 | – | 3 | 2 | – |   |
| 13.    | Jimmy Bryan         | 8      |   |   |   | 8 |   |   |   |   |   |   |   |
| 14.    | Juan Manuel Fangio  | 7      | 4 |   |   |   |   | 3 |   |   |   |   |   |
| 15.    | George Amick        | 6      |   |   |   | 6 |   |   |   |   |   |   |   |
| 16.    | Johnny Boyd         | 4      |   |   |   | 4 |   |   |   |   |   |   |   |
| 17.    | Tony Bettenhausen   | 4      |   |   |   | 4 |   |   |   |   |   |   |   |
| 18.    | Jack Brabham        | 3      |   | 3 | – |   | – | – | – | – | – | – | – |
| 19.    | Cliff Allison       | 3      |   | – | – |   | 3 | – | – | – | – | – | – |
| 20.    | Jo Bonnier          | 3      | – | – | – |   | – | – | – | – | – | – | 3 |
| 21.    | Jim Rathmann        | 2      |   |   |   | 2 |   |   |   |   |   |   |   |
| Mjesto | Vozač               | Bodovi |   |   |   |   |   |   |   |   |   |   |   |

- Mike Hawthorn je osvojio ukupno 49 bodova, ali samo 42 boda osvojena u šest najboljih utrka su se računala za prvenstvo vozača.

| Boja | Značenje                                                  |
| ---- | --------------------------------------------------------- |
| 5    | Osvojeni bodovi koji su se računali za prvenstvo vozača   |
| 5    | Osvojeni bodovi koji se nisu računali za prvenstvo vozača |
| –    | Vozač nije osvojio bodove u utrci                         |
|      | Vozač nije nastupao na utrci                              |

### Konstruktori
| Mjesto | Konstruktor   | Bodovi |   |   |   |  |   |   |   |   |   |   |   |
| ------ | ------------- | ------ | - | - | - |  | - | - | - | - | - | - | - |
| 1.     | Vanwall       | 48     |   | – | 8 |  | 8 | 6 | 3 | 8 | 8 | 8 | 8 |
| 2.     | Ferrari       | 40     | 6 | 6 | 2 |  | 6 | 8 | 8 | 3 | 6 | 6 | 6 |
| 3.     | Cooper-Climax | 31     | 8 | 8 | 3 |  | – | – | 4 | 6 | – | 2 | – |
| 4.     | BRM           | 18     |   | 2 | 6 |  | 2 | – | 2 | – | 3 | – | 3 |
| 5.     | Maserati      | 6      | 3 | – | – |  | – | 3 | – | – | – | – | – |
| 6.     | Lotus-Climax  | 3      |   | – | – |  | 3 | – | – | – | – | – | – |
| Mjesto | Konstruktor   | Bodovi |   |   |   |  |   |   |   |   |   |   |   |

- Vanwall je osvojio ukupno 57 bodova, ali samo 48 bodova osvojenih u šest najboljih utrka su se računali za prvenstvo vozača.
- Ferrari je osvojio ukupno 57 bodova, ali samo 40 bodova osvojenih u šest najboljih utrka su se računali za prvenstvo vozača.

## Statistike
| Vozač               | Postolja  | Postolja  | Postolja  | Prvo startno mjesto | Najbrži krug | Krugovi u vodstvu |
| Vozač               | 1. mjesto | 2. mjesto | 3. mjesto | Prvo startno mjesto | Najbrži krug | Krugovi u vodstvu |
| ------------------- | --------- | --------- | --------- | ------------------- | ------------ | ----------------- |
| Stirling Moss       | 4         | 1         | -         | 3                   | 3            | 234               |
| Tony Brooks         | 3         | -         | -         | 1                   | -            | 37                |
| Mike Hawthorn       | 1         | 5         | 1         | 4                   | 5            | 125               |
| Peter Collins       | 1         | -         | 1         | -                   | -            | 83                |
| Maurice Trintignant | 1         | -         | 1         | -                   | -            | 53                |
| Jimmy Bryan         | 1         | -         | -         | -                   | -            | 139               |
| Luigi Musso         | -         | 2         | -         | -                   | -            | -                 |
| Roy Salvadori       | -         | 1         | 1         | -                   | -            | -                 |
| George Amick        | -         | 1         | -         | -                   | -            | 18                |
| Harry Schell        | -         | 1         | -         | -                   | -            | -                 |
| Stuart Lewis-Evans  | -         | -         | 2         | 1                   | -            | -                 |
| Phil Hill           | -         | -         | 2         | -                   | 1            | 7                 |
| Jean Behra          | -         | -         | 1         | -                   | -            | 28                |
| Johnny Boyd         | -         | -         | 1         | -                   | -            | 18                |
| Wolfgang von Trips  | -         | -         | 1         | -                   | -            | -                 |
| Juan Manuel Fangio  | -         | -         | -         | 1                   | 1            | 25                |
| Dick Rathmann       | -         | -         | -         | 1                   | -            | -                 |
| Tony Bettenhausen   | -         | -         | -         | -                   | 1            | 24                |
| Eddie Sachs         | -         | -         | -         | -                   | -            | 1                 |

| Konstruktor              | Postolja  | Postolja  | Postolja  | Prvo startno mjesto | Najbrži krug | Krugovi u vodstvu |
| Konstruktor              | 1. mjesto | 2. mjesto | 3. mjesto | Prvo startno mjesto | Najbrži krug | Krugovi u vodstvu |
| ------------------------ | --------- | --------- | --------- | ------------------- | ------------ | ----------------- |
| Vanwall                  | 6         | 1         | 2         | 5                   | 3            | 225               |
| Ferrari                  | 2         | 7         | 5         | 4                   | 6            | 215               |
| Cooper-Climax            | 2         | 1         | 2         | -                   | -            | 99                |
| Epperly-Offenhauser      | 1         | 1         | -         | -                   | 1            | 181               |
| BRM                      | -         | 1         | 1         | -                   | -            | 27                |
| Kurtis Kraft-Offenhauser | -         | -         | 1         | -                   | -            | 18                |
| Maserati                 | -         | -         | -         | 1                   | 1            | 26                |
| Watson-Offenhauser       | -         | -         | -         | 1                   | -            | -                 |
| Kuzma-Offenhauser        | -         | -         | -         | -                   | -            | 1                 |

### Vodeći vozač i konstruktor u prvenstvu
U rubrici bodovi, prikazana je bodovna prednost vodećeg vozača ispred drugoplasiranog, dok je žutom bojom označena utrka na kojoj je vozač osvojio naslov prvaka.
| Utrka               | Vozač         | Bodovi |
| ------------------- | ------------- | ------ |
| VN Argentine        | Stirling Moss | 2      |
| VN Monaka           | Luigi Musso   | 4      |
| VN Nizozemske       | Stirling Moss | 5      |
| Indianapolis 500    | Stirling Moss | 5      |
| VN Belgije          | Stirling Moss | 3      |
| VN Francuske        | Stirling Moss | 0      |
| VN Velike Britanije | Mike Hawthorn | 7      |
| VN Njemačke         | Mike Hawthorn | 6      |
| VN Portugala        | Mike Hawthorn | 4      |
| VN Italije          | Mike Hawthorn | 8      |
| VN Maroka           | Mike Hawthorn | 1      |

| Utrka               | Vozač         | Bodovi |
| ------------------- | ------------- | ------ |
| VN Argentine        | Cooper-Climax | 2      |
| VN Monaka           | Cooper-Climax | 4      |
| VN Nizozemske       | Cooper-Climax | 6      |
| Indianapolis 500    | Cooper-Climax | 1      |
| VN Belgije          | Ferrari       | 1      |
| VN Francuske        | Ferrari       | 6      |
| VN Velike Britanije | Ferrari       | 11     |
| VN Njemačke         | Ferrari       | 4      |
| VN Portugala        | Vanwall       | 1      |
| VN Italije          | Vanwall       | 6      |
| VN Maroka           | Vanwall       | 8      |

## Utrke koje se nisu bodovale za prvenstvo
| Datum       | Naziv utrke                  | Staza       | Pobjednik vozač | Pobjednik konstruktor |
| ----------- | ---------------------------- | ----------- | --------------- | --------------------- |
| 7. travnja  | VI Glover Trophy             | Goodwood    | Mike Hawthorn   | Ferrari               |
| 13. travnja | VIII Gran Premio di Siracusa | Syracuse    | Luigi Musso     | Ferrari               |
| 19. travnja | XIII BARC Aintree 200        | Aintree     | Stirling Moss   | Cooper-Climax         |
| 3. svibnja  | X BRDC International Trophy  | Silverstone | Peter Collins   | Ferrari               |
| 20. srpnja  | VI Grand Prix de Caen        | Caen        | Stirling Moss   | Cooper-Climax         |

## Vanjske poveznice
- Službena stranica Formule 1
- Formula 1 1958. - StatsF1